# Calomys musculinus

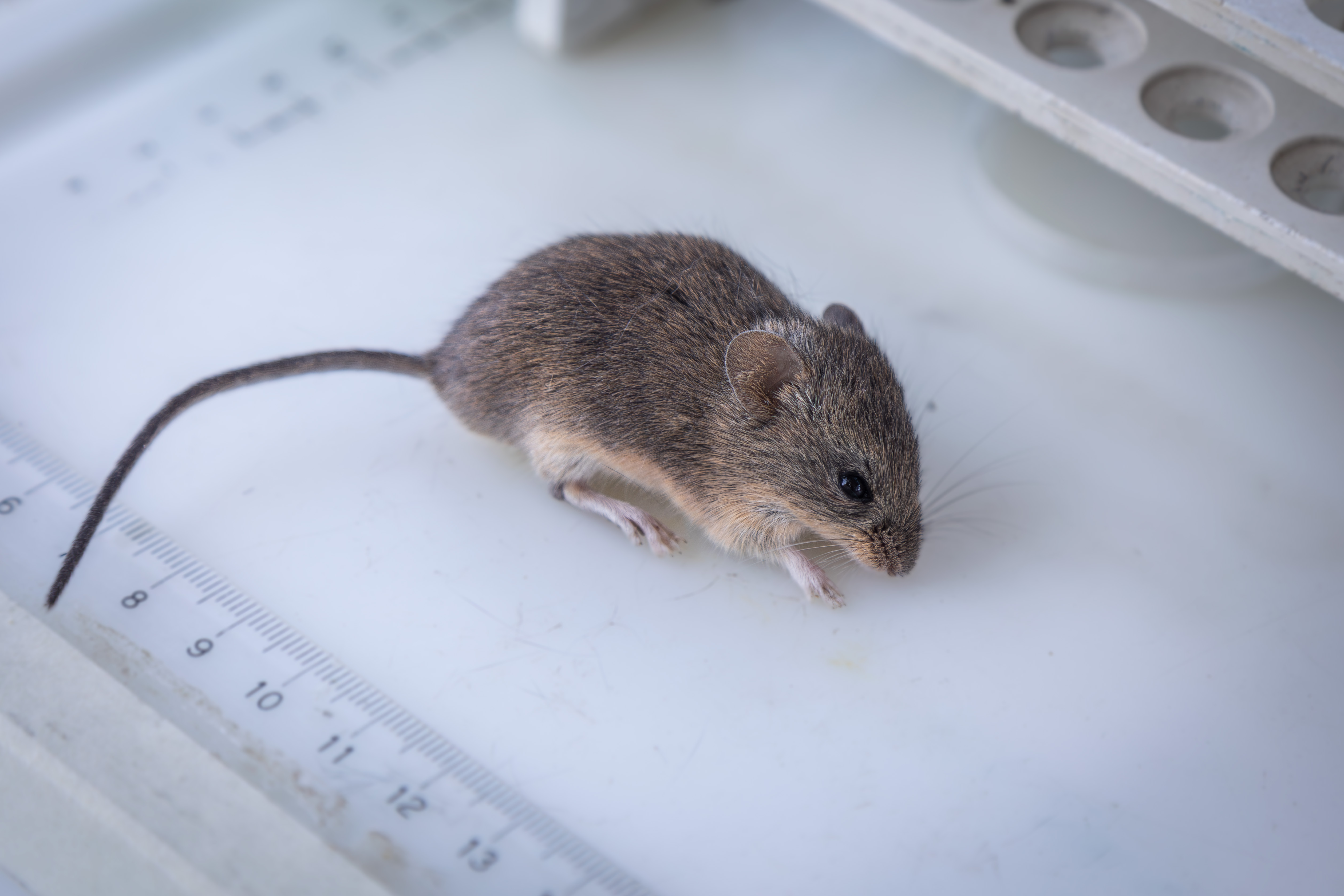
Ratón Maicero

El ratón maicero (Calomys musculinus) es una especie de pequeño roedor de la familia Cricetidae propia de los rastrojos del área central templada argentina. Es el vector de la fiebre hemorrágica argentina por poder portar crónicamente el arenavirus Junin.